# 田寺俊信
田寺 俊信（たでら としのぶ、1882年（明治15年）12月30日 - 没年不詳）は、日本の内務・警察官僚。官選県知事、姫路市長。族籍は兵庫県平民。

## 来歴
兵庫県飾西郡今宿村（飾磨郡高岡村を経て現姫路市）出身。兵庫県議会議長・田寺敬信の長男。第三高等学校を卒業。1909年、東京帝国大学法科大学法律学科（独法）を卒業。1910年11月、文官高等試験行政科試験に合格。同年12月、内務省に入省し鳥取県属となる。
以後、鳥取県試補、同県八頭郡長、同理事官・庶務課長、高知県理事官・教育課長、同地方課長・視学官、奈良県理事官・教育課長・視学官、奈良県警察部長、長野県警察部長、香川県内務部長、埼玉県内務部長、愛知県警察部長などを歴任。
1926年9月28日、大分県知事に就任。狂犬病の対策などに尽力。1927年5月17日、知事を休職。1929年9月10日、滋賀県知事に就任。濱口内閣の方針に従い緊縮予算を提出し県会多数派の政友会と対立。さらに産米検査の実施を近江米同業組合の実施から県営に移管することを提案するが県会で二度否決され、田寺は内務大臣の指揮を受け原案を執行した。1931年1月20日、石川県知事に転任。同年12月18日、知事を休職。1932年2月5日、依願免本官となり退官した。
1934年9月6日、姫路市長に就任。教育施設の充実、産業振興に尽力。市長を一期務め1938年9月5日に退任した。

## 人物
1914年、家督を相続する。住所は兵庫県飾磨郡高岡村。趣味は読書、旅行。

## 家族・親族
田寺家
- 父：田寺敬信（兵庫平民[2]、農業、神戸家畜市場社長[15]、衆議院議員）
- 母：田寺たか（1856年 - ?、兵庫、田寺太三郎の長女）[2][3]
  - 本人：田寺俊信
  - 妻：田寺尚子（1897年 - ?、貴族院議員・古沢滋の九女）[2][5]
    - 長男[7]
    - 長女[2]
    - 二女[2]

親戚
- 妻の父・古沢滋（土佐勤王党員、『民撰議院設立建白書』の起草者、自由民権運動家、大阪日報社長、貴族院議員）